# آمادو دانته
آمادو دانته (انگلیسی: Amadou Danté؛ زادهٔ ۷ اکتبر ۲۰۰۰) بازیکن فوتبال اهل مالی است.
از باشگاه‌هایی که در آن بازی کرده است می‌توان به باشگاه فوتبال اشتورم گراتس اشاره کرد.
وی همچنین در تیم‌های ملی فوتبال زیر ۲۰ سال مالی و مالی بازی کرده است.